# Агеєва Валентина Костянтинівна
Валентина Костянтинівна Агеєва (нар. 17 лютого 1935, тепер Російська Федерація) — українська радянська діячка, головний зоотехнік колгоспу «Україна» Павлоградського району Дніпропетровської області. Депутат Верховної Ради УРСР 9—10-го скликань.

## Біографія
Освіта вища. Закінчила Горьковський сільськогосподарський інститут РРФСР.
З 1959 року — зоотехнік, з 1966 року — головний зоотехнік колгоспу «Україна» села Булахівка Павлоградського району Дніпропетровської області.
Член КПРС з 1972 року.
Потім — на пенсії у селі Булахівка Павлоградського району Дніпропетровської області.

## Нагороди
- орден Трудового Червоного Прапора
- ордени
- медалі
- заслужений зоотехнік Української РСР